# Kimbra
Kimbra, celým jménem Kimbra Lee Johnson (* 27. března 1990) je novozélandská zpěvačka. Narodila se v Hamiltonu, kde také vyrůstala. Hudbě se věnovala již od dětství a od svých dvanácti let hrála na kytaru. Své první album Vows vydala v roce 2011 a druhé The Golden Echo následovalo roku 2014. V roce 2013 získala za píseň „Somebody That I Used to Know“ ve dvou kategoriích cenu Grammy.

## Diskografie
- Vows (2011)
- The Golden Echo (2014)
- Primal Heart (2018)
- A Reckoning (2023)
- Idols & Vices (Vol. 1) (2024)